# Tramway de Roubaix Tourcoing
Pour les articles homonymes, voir Tramway de Lille Roubaix Tourcoing.
Le tramway de Roubaix Tourcoing est un ancien réseau de tramway en service dans les villes de Roubaix, Tourcoing et leur banlieue entre 1874 et 1956.

## Histoire

### Les réseaux
Le réseau urbain de Roubaix et Tourcoing est mis en service à partir de 1874 par la compagnie des Tramways de Roubaix et de Tourcoing (TRT) repris en 1894 par la compagnie nouvelle des Tramways de Roubaix et de Tourcoing (TRT) l'ancienne compagnie étant en faillite. Il est complété à partir de 1908 par un second réseau suburbain exploité par l'Électrique Lille Roubaix Tourcoing (ELRT) dont la première ligne ouvre la même année entre Roubaix et Hem. Les deux réseaux vont ensuite fusionner en 1922, les TRT étant rachetés par l'ELRT. Le réseau urbain et suburbain de Roubaix Tourcoing va être fermé à partir des années 1950, la dernière ligne étant fermée en 1956.

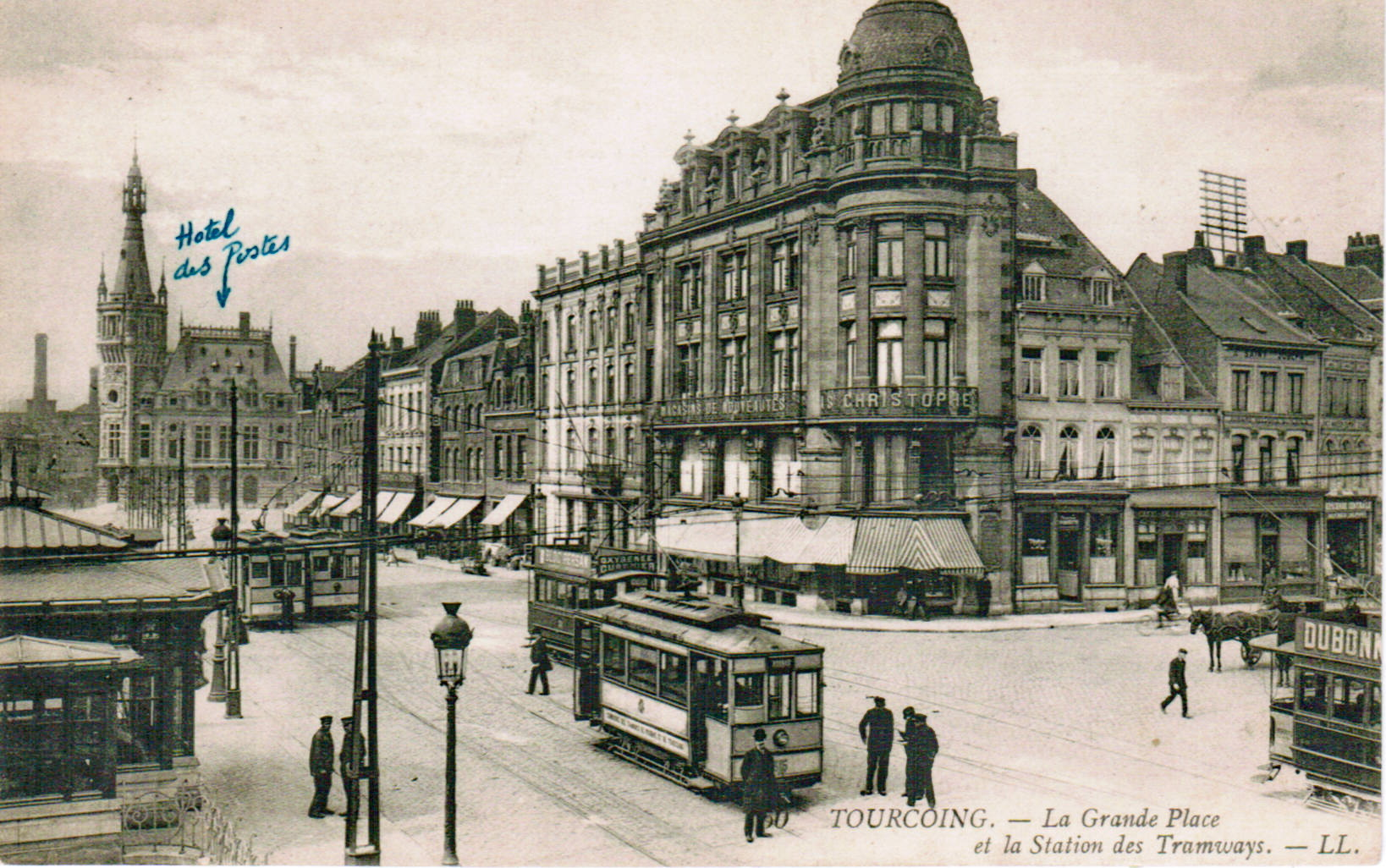
La Grand-Place de Tourcoing, avant la Première Guerre mondiale avec des tramways à voie métrique

En 1905, le réseau est constitué des lignes suivantes :
- A, Roubaix - Wattrelos
- B, Roubaix - Lannoy
- D, Place de Roubaix - Mouvaux
- E, Roubaix - Tourcoing par les Boulevards
- F, Gare des Francs- Place de Tourcoing - Croix rouge
- G, Gare de Roubaix - Hospice Barbieux
- H, Gare de Roubaix - Gare du Pile
- I, Place de Tourcoing - Cimetière
- K, Gare de Roubaix - Crétinier

Évolution des réseaux de tramway de Lille Roubaix Tourcoing
Schéma des anciens réseaux et anciennes compagnies de Lille Roubaix et Tourcoing.

En 1950, le réseau comporte encore dix lignes urbaines et suburbaines, le tramway du Grand Boulevard (deux lignes) et la ligne F (Lille - Roubaix) des Tramways électriques de Lille et sa banlieue (TELB).
| - A Roubaix Grand-Place - Tourcoing Grand-Place - B Roubaix Gare - Wattrelos Douane - B/ Roubaix Gare - Wattrelos Grand-Place (service partiel) - C Roubaix Gare - Toufflers Douane - C/ Roubaix Justice - Tourcoing Grand-Place - D Roubaix Boulevard de Fourmies - Mouvaux Noir-Bonnet - G Roubaix Place du Travail - Roubaix PN de Cartigny - G/ Roubaix Place du Travail - Roubaix Gare (service partiel) - H Roubaix Grand-Place - Leers Place - LN Tourcoing Blanc Seau - Tourcoing Gare des Francs - M Tourcoing Grand-Place - Tourcoing Grand-Place (ligne circulaire) - M/ Tourcoing Gare - Neuville-en-Ferrain Risquons-Tout - R Tourcoing Grand-Place - Halluin Douane - R Tourcoing Grand-Place - Roncq Blanc Four (service partiel) - R Tourcoing Grand-Place - Roncq Place (service partiel) - S Roubaix Place de la Liberté - Hem Église Autres lignes : - F Lille Grand-Place - Roubaix Grand-Place (TELB) - Tramway du Grand Boulevard : - 1 Lille Place du Théâtre - Roubaix Place de la Liberté - 1bis Lille Place du Théâtre - Tourcoing Grand-Place |

### Suppression (1951-1956)
Le réseau est progressivement remplacé par des autobus entre 1951 et 1956.

## Lignes
- C Roubaix - Toufflers ;
- R Tourcoing - Halluin.

## Évolution des lignes

Carte animée de l'évolution des infrastructures ferroviaires dans la conurbation de Lille-Roubaix-Tourcoing, dont celle des tramways, de 1870 à nos jours.

### 3 Leers - Roncq
mars 1935 : attribution de l'indice T ; limitation de Tourcoing PN du Tilleul à Wattrelos Grand Place (repris par la ligne P) ; prolongement de la place de Leers à Lannoy (repris à la ligne 2).
23 février 1936 : suppression.

### 6 Roubaix - Leers
1936 : fusion avec la ligne H.

### A Roubaix - Tourcoing
2 mai 1954 : suppression.

### Æ Roubaix Grand Place - Rue Barbieux
1930 : suppression.

### B Roubaix - Wattrelos
15 juillet 1956 : suppression.

### C/ Roubaix - Tourcoing
15 juillet 1956 : suppression.

### D Roubaix - Mouvaux
2 mai 1953 : suppression.

### H Roubaix - Leers
1936 : fusion de la ligne 6.
2 mai 1953 : suppression.

### I Tourcoing Grand Place - Cimetière
1905 : fusion avec la ligne F.

### I Roubaix Grand Place - Boulevard de Fourmies
Vers 1920 : fusion avec la ligne D.

### L Tourcoing Gare des Francs - Blanc Seau
2 mai 1953 : suppression de la section Tourcoing Grand Place - Gare des Francs ; attribution de l'indice L.
11 janvier 1954 : suppression.

### N Tourcoing Grand Place - Blanc Seau
Vers 1911 : suppression.

### P Tourcoing Rue de Roncq - PN du Tilleul
24 février 1936 : suppression.

### S Roubaix - Hem
2 avril 1951 : suppression.

### Liaison avec d'autres réseaux
Des raccordements sont établis entre le réseau de Roubaix Tourcoing et le réseau de tramway de la Société nationale des chemins de fer vicinaux (SNCV) en Belgique :
- En 1915, durant la première guerre mondiale, l'occupant allemand construit un raccordement entre le terminus de la ligne C à Toufflers (en France) et le terminus de la ligne Tournai - Néchin du réseau de Tournai dont le terminus est situé à La Festingue (hameau de Néchin). Celui-ci a pour but de permettre le transport des blessés de guerre. Le raccordement est fermé en 1918 n'ayant plus d'utilité mais il est remis en service et électrifié en 1926 quand la ligne belge est prolongé à Toufflers à proximité de la douane française (peu avant le croisement entre la rue des Déportés et de Néchin). La ligne de la SNCV est supprimée le 26 avril 1952, la ligne de l'ELRT restant en service jusqu'au 15 juillet 1956.
- Un raccordement entre l'antenne du Risquons-Tout à Neuville-en-Ferrain de la ligne M de l'ELRT et la ligne MM de la SNCV du réseau de Courtrai.
- Un raccordement entre le terminus de la ligne R Tourcoing - Halluin à la douane d'Halluin et cette même ligne MM du réseau de Courtrai.

La ligne R sur Halluin partage également son tracé entre l'hôtel de ville et la douane avec le tramway à vapeur d'Armentières à Halluin jusqu'en 1935, date de la suppression de ce dernier.

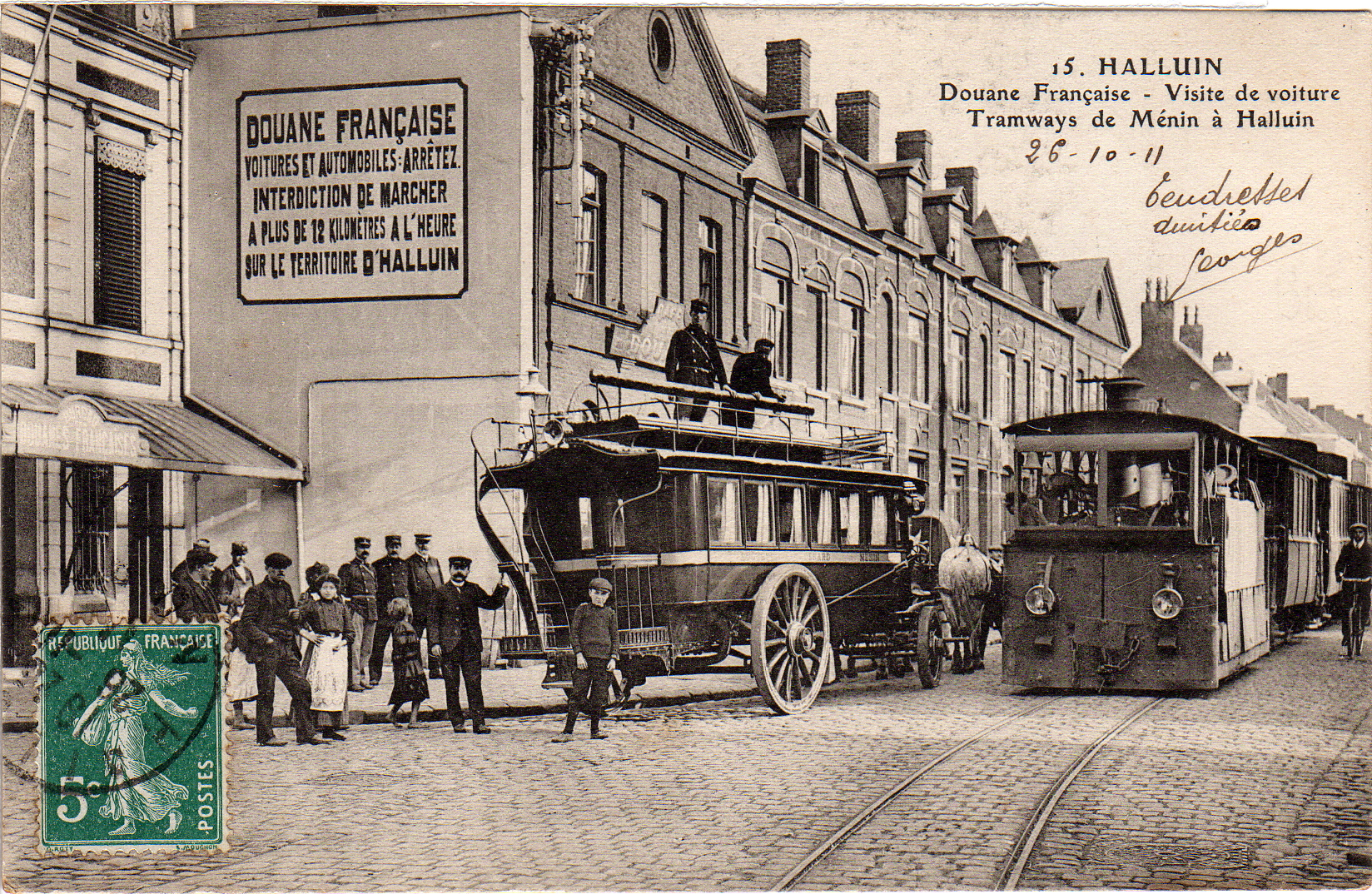
Avant 1914 Train à vapeur tracté par une locomotive bicabine ANF 030T (série 15-21) de la ligne Armentières - Halluin à la douane d'Halluin.